# كهنة أستراليا

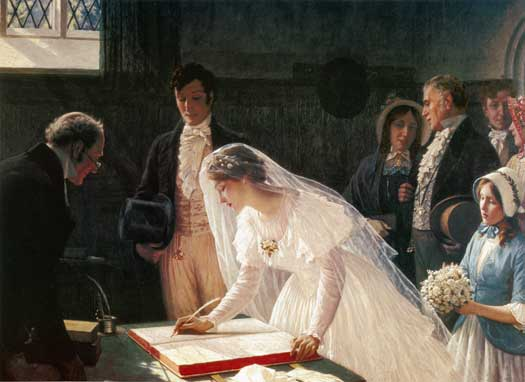

في أستراليا، الكهنة هم الأشخاص الذين يقومون بالاحتفالات الرسمية في المجتمع، وخاصة حفلات الزفاف، والتي تعد الحفلات الرئيسية القانونية التي يقيمها به هؤلاء. قد يقيمون أيضًا بالاحتفالات غير القانونية مثل تسمية الأطفال، وتجديد حفلات الزفاف والجنازات. يتطلب إتمام حفل الزواج أن يكون الكاهن راعياً للزواج ومأذوناً به بموجب القانون الأسترالي، ولكنه لا يستطيع العمل بصفته هذه في الاحتفالات غير القانونية.

## احتفالات الزواج
تسمح العديد من الدول الغربية للكهنة غير المصنفين «رجال دين»، بتنفيذ احتفالات الزواج الأساسية والقانونية. ومع ذلك، كانت أستراليا الدولة الأولى التي عينت حكومتها كهنة وليس رجال دين بنية واضحة ومعينة، وهي إقامة احتفالات، التي قد تكون مثرية ثقافياً. وإذا لزم الأمر، رسمية مثل حفلات زفاف الكنيسة، بما معناه أن هذه الاحتفالات لن تكون أقل أهمية من الأعراس الدينية. «الكاهن المرخص له» هو شخص مخول (مسجل) من قبل الحكومة الأسترالية لأداء زيجات قانونية وفقًا لقانون الزواج لعام 1961.  قد يكون الكاهن ممثلاً لمنظمة دينية (تُعرف باسم كاهن زواج ديني) أو شخص يقدم حفلات زفاف علمانية أو غير دينية (يُعرف باسم كاهن زواج مدني). لدى كهنة الزواج المرخصين(المسجلين) فقط، صلاحية القيام بالزواج في أستراليا. تم ما يقارب 78 في المائة من الزيجات الأسترالية في عام 2017، بواسطة كهنة مدنيين. ومع ذلك، فقد اختلفت نسبة الزيجات المدنية بين الولايات والأقاليم، إذ بلغ معدل الزواج المدني 86.6٪ في الإقليم الشمالي، 83.6٪ في تسمانيا، 81.7٪ في غرب أستراليا، 81.2٪ في كوينزلاند، 77.8٪ في جنوب أستراليا، 77.3٪ في فيكتوريا، 76.6 ٪ في إقليم العاصمة الأسترالية و 75 ٪ في نيو ساوث ويلز. انتشر الزواج عن طريق الكهنة المدنيين المستقلين في البلدان الناطقة بالإنجليزية. يرجع انتشارها المبكر في أستراليا إلى حد كبير إلى دعم المدعي العام الإصلاحي ليونيل ميرفي في السبعينيات.

## التعريف الوصفي
كاهن الزواج المدني هو شخص خاص، مفوض من قبل الحكومة، لأداء الزيجات المدنية القانونية بطريقة كريمة ومقبولة ثقافياً، لأولئك الذين لا يختارون المراسم الدينية. يخدم الكهنة المدنيون أيضًا، أشخاصًا ذوي معتقدات دينية غير راغبين في الزواج في كنيسة أو معبد أو مسجد. على عكس الاحتفالات القائمة عن طريق السلطات الدينية أو مكاتب التسجيل، فإن الاحتفالات التي يقوم بها الكهنة، يختار فيها الزوجان العديد من القرارات المتعلقة بمحتوى الاحتفال. لذلك، اعترف بالكاهن المدني على أنه مُدرًب بشكل احترافي ويعمل وفقًا لرغبات الزوجين. قد تكون مهمته شبيهة لمهنة  مهندس معماري، مكلف بتصميم منزل أحلام زوجين يحتاجان إلى مساعدة خبير. وبهذا، فإن الكاهن ليس مجرد شخص يؤدي حفل زفاف وفقًا للقانون، بل هو الميسر ومستشار الزوجين  والمشارك في تنسيق الاحتفال. لذلك، لا يمكن للكاهن النظر للزواج من وجهة نظر الإيمان أو عدم الإيمان. عادةً ما يعمل الكهنة المدربون بشكل احترافي، على مبدأ أن معتقداتهم وقيمهم لا علاقة لها بهذه المهنة.

## دوافع الإصلاح
اقترح المعلقون الأسباب التالية المُساعدة في انتشار الاحتفال المدني، ولماذا نجحت هذه الظاهرة بهذه السرعة:
- كان عقد الستينيات في أستراليا، عقدًا من التشكيك في المؤسسات القائمة والتغيير الجذري الاجتماعي.
- كان هناك استياء شديد من الزواج «زواج مكاتب التسجيل» في ذلك الوقت. أُهين الأزواج، الذين لا يستطيعون أو لا يُريدون رجال الدين إحياء حفلات زواجهم، بأن احتفالاتهم روتينية وسطحية ومُخجلة. كانت الكنائس الأنغليكانية والرومانية الكاثوليكية، وهي الطوائف الرئيسية في ذلك الوقت، لا تشجع وتمنع الزواج من المطلقات، وكثيرا ما بدا أن رفض الدولة لهذه الزيجات في مكاتب التسجيل، مصممة لتضيف صعوبة إلى محنة الأزواج الذين كانوا يتحدون قواعد كنيستهم.
- كان هناك استياء كبير من قبل الطوائف الكاثوليكية الرئيسية في ذلك الوقت، وخاصة الكنائس الكاثوليكية الرومانية والأنغليكانية، غالبا بسبب طريقة معاملة مكاتب التسجيل الأشخاص المطلقين، ولمن يختارون أزواجا من طوائف أخرى («الزيجات المختلطة»).[7]
- كانت هناك اعتراضات قوية [وأحياناً متشددة] على الزواج وصياغة حفل الزواج من جانب النسويات.[8]
- أظهرت أرقام الإحصاء الوطني نسبة متزايدة من الناس الذين يعلنون أنهم «لا دينييون».[4][9][10]
- كانت حالات الطلاق، على الرغم من شيوعها، باهظة الثمن، وصادمة، شاملة تلقي الزوجين اللوم قانونيا. مما لوث مؤسسة الزواج بشكل غير مباشر.[11]

## أصل الاحتفالات المدنية في أستراليا
أُسس الاحتفال المدني من قبل المدعي العام للكومنولث الأسترالي ليونيل ميرفي في 19 يوليو 1973، عندما عين لأول مرة، السيدة لويس دارسي، في منصب كاهنة زواج مدني. في وقت لاحق، تفرع كهنة الزواج المدني لأداء احتفالات أخرى مثل الجنائز وتسمية الأطفال الرضع، لذلك، اختصر المصطلح  ليصبح «الكاهن المدني». يقول الكاهن المدني دالي ماسنجر الثالث:
«يعد برنامج الكاهن المدني بالكامل تقريبا، نتيجة لرؤية رجل واحد. أخبرني مورفي قصة معارضته طاقمه الخاص، والخدمة العامة، وزملائه أعضاء البرلمان ومسؤولي حزب العمل. تحدى الجميع، وفي 19 يوليو 1973، وفي منتصف الليل، كتب الموعد الأول بنفسه، ووجد المظروف والطوابع، وذهب إلى صندوق البريد مشيا وقام بنشره.»
في الواقع، قُر قانون الزواج، في عام 1961 ولكن تورط مورفي الشخصي في استخدام صلاحيات القانون وتجاوز البيروقراطية جعل منه بطلاً لأوائل الكهنة المدنيين.
استذكر لويس دورسي، في خطاب ألقاه عام 1992 للكهنة المدنيين، رواية مورفي الخاصة بتفويضه للتعيين الأول:
« عاد (ليونيل) إلى مكتبه في إحدى الليالي. حيث أخذ قطعة من الورق مع ترويسة، وكتب تفويضي، ثم وضعه في مظروف، وأرسله لي. ما من شخص آخر في مثل هذا المنصب الرفيع كان سيفعل مثل هذا الشيء. لا أحد، غير ليونيل ميرفي!»
كان موقف مورفي من إصلاح الزواج (وإصلاح الطلاق) جزءًا من الرغبة الأوسع لتحرير الأستراليين من القوانين المقيدة. علق قاضي المحكمة العليا مايكل كيربي في عام 2000:
« كان ليونيل ميرفي شخصية كبيرة في مرحلة الحياة الأسترالية العامة. تابع بكل حيوية وخيال وعزم تصميم مستقبل المجتمع الأسترالي الذي كان بئيسا، كثير العقد، ذو سياسة متطلعة إلى الداخل. وصل ذلك إلى الجميع، وخاصة المواطنين الأقل حظا.»

## ليونيل ميرفي: إنجازاته الجذرية
فيما يتعلق ببرنامج كهنة الزواج - لخص دالي ماسنجر الثالث إنجاز ميرفي على النحو التالي:
كان ليونيل ميرفي راديكالي حقيقي. ما زلت مندهشًا من رؤيته. لقد صدم النظام.
كانت الصدمة الأولى التي واجهها النظام الاجتماعي هي تعيين النساء في لحظة تاريخية سبقتها مئات من السنين التي كان الكهنة الوحيدون فيها هم الرجال. (من المفارقات، أن قرار مورفي المعترف به عمومًا كان يدعم بشكل كبير في الكنائس، النساء اللواتي يرغبن في أن يصبحن كهنة وأساقفة).
- كانت الصدمة الثانية للنظام الاجتماعي هي تعيين السكان الأصليين في منصب كهنة مدنيين. على ما أذكر، كان فيث باندلر واحدا منهم. (اعترف بهم بشرا في الإحصائيات لآخر مرة، من حوالي ستة سنين).
- كانت الصدمة الثالثة، تعيين الشباب للقيام بالاحتفالات. كانت لويس دورسي أم تبلغ من العمر 26 عامًا ولديها طفلان. كارول ديتشبرن، والآن أستبوري، التي كانت تبلغ 24.
- كانت صدمته التالية، أن بإمكان المواطنين اختيار الكاهن الخاص بهم –لم يسمع به حتى ذلك الحين، سواء مع الكنيسة أو مع الدولة.